# 宗室總族長
宗室總族長，為清朝稽查管束遠支宗室成員設置的宗室專缺職官，八旗員額共16缺，由宗人府按左右翼開列一品、二品宗室大臣奏請欽派充任。

## 沿革
清朝遠支宗室左翼20族、右翼20族，原各設有宗室族長、宗室學長管理族務、管束宗室人員。乾隆二十一年（1756年），宗人府奏准，宗室缺乏總領族長稽查，閒散宗室有妄行生事的情形，請自宗室大臣官員揀選明白事理、能夠管轄之人授為總族長，專門稽查宗室，兼管各該旗族長，計鑲黃旗、正黃旗各1人，其餘旗分各2人，共14人。
嘉慶十七年（1812年），正藍旗再增設2人，至此定制共16缺：鑲黃旗總族長1人、正黃旗總族長1人、正白旗總族長2人、正紅旗總族長2人、鑲白旗總族長2人、鑲紅旗總族長2人、鑲藍旗總族長2人、正藍旗總族長4人。
乾隆二十一年（1756年）鑄造每旗一顆總族長關防，一旗有複數總族長時由年長者掌關防。嘉慶十二年（1807年）議准因以王公大臣補放總族長，爵位、品秩較崇高，無需給予關防，原有關防收回禮部銷毀。